# Percy Stow
Percival Edwin „Percy“ Stow (* 1876 in London-Islington; † 10. Juli 1919 in Torquay) war ein britischer Filmregisseur und -produzent.

## Leben
Der als Fotograf tätige Stow begann seine Filmarbeit 1901 bei Cecil Hepworths Filmproduktionsgesellschaft und war dort Regisseur von filmtrickbasierten Kurzfilmen wie How to Stop a Motor Car (1902) und Alice in Wonderland (1903), die besonders mit Stop-Action- und Stop-Motion-Effekten arbeiteten. 1904 gründete er gemeinsam mit dem Hepworth-Angestellten H. V. Lawley die nie zu den großen Gesellschaften gehörende Clarendon Film Company. In ihren kleinen Studios in Croydon entstanden Komödien mit kreativem Witz und Sozialsatiren. Seine beständige Affinität zu Kameratricks zeigte Stow in Filmen wie Rescued in Mid-Air (1906). Die britische Filmindustrie erlebte zu dieser Zeit einen Innovationsschub, an dem auch Stow teilhatte – mit so absurden Komödien wie A Wild Goose Chase (1908) oder A Glass of Goat’s Milk (1909), der Shakespeare-Adaption The Tempest (1908) oder der Verkleidungskomödie Love and the Varsity (1913). 1908 übernahm er die Produktionsgesellschaft allein. Während er sich die Regiearbeit bei Clarendon mit Wilfred Noy und anderen dann teilte, schuf Stow 1910 mit „Lieutenant Rose“ noch eine Filmfigur, die mit wechselnden Darstellern eine bis 1915 laufende, beliebte Serie bildete.
Percy Stow führte in seiner 15-jährigen Karriere bei fast 300 Filmen Regie. Er starb an Tuberkulose in der südenglischen Grafschaft Devon.

## Filmografie (Auswahl)
- 1902: How to Stop a Motor Car
- 1903: Alice in Wonderland
- 1903: The Unclean World
- 1906: Rescued in Mid-Air
- 1907: The Pied Piper of Hamelin
- 1908: A Wild Goose Chase
- 1908: The Tempest
- 1908: Robin Hood and His Merry Men
- 1909: A Glass of Goat’s Milk
- 1909: The Invaders
- 1910: Lieutenant Rose and the Foreign Spy
- 1911: Lieutenant Rose and the Royal Visit
- 1911: Lieutenant Rose and the Stolen Code
- 1912: Lieutenant Rose and the Stolen Battleship
- 1913: Love and the Varsity
- 1913: Milling the Militants